# Пятно (Marvel Comics)
Пятно (англ. Spot), настоящее имя — доктор Джонатан Онн (англ. Dr. Jonathan Ohnn) — суперзлодей, появляющийся в американских комиксах издательства Marvel Comics. Наиболее известен как один из врагов Человека-паука, получивший способность открывать межпространственные порталы, а также порталы меньшего масштаба, которые он использует для мгновенного перемещения на большие расстояния и совершения преступлений. Пятно считается одним из самых абсурдных врагов Человека-паука. С момента его первого появления в комиксах суперзлодей появился в других медиа продуктах, включая мультсериалы.

## История публикаций
Доктор Джонатан Онн был создан сценаристом Аль Милгромом и художником Гербом Тримпе, дебютировав в комиксе Peter Parker, The Spectacular Spider-Man #98 (январь 1985). Его альтер эго, Пятно, появилось в #99 (февраль 1985).

## Биография
Учёный-исследователь по имени доктор Джонатан Онн работал на криминального авторитета Уилсона Фиска (Кингпина). Кингпин надеялся создать нового приспешника с суперспособностями, чтобы заменить Ответчика, который был в столкновении с Кинжалом. Онна заинтересовали способности партнёра Кинжала, Плаща, после чего он использовал свои разработки, чтобы воспроизвести способности Плаща по открытию межпространственных порталов. Онн вошёл в портал в момент короткого замыкания, в результате чего он оказался в так называемом Пятнистом измерении, которое выглядело как бесконечное белое пространство с бесконечным множеством парящих в нем чёрных порталов. Воспользовавшись порталом, чтобы попасть обратно в свою лабораторию, Джонатан обнаружил, что его тело покрыли пятна, на самом деле являющимися порталами.
В это время супергерои Человек-паук и Чёрная кошка проникли в здание Фиска. Взяв себе прозвище «Пятно», Онн вступил в сражение с незваными гостями и поначалу сумел помешать им. Тем не менее, впоследствии вернувшийся Человек-паук вновь сразился с Пятном и одолел его. Джонатан получил травму, которая заставила его думать, что он больше никогда не сможет стать суперзлодеем.
Спустя несколько лет Онн снова появился в качестве Пятна, объединившись с менее известными злодеями Гризли, Гиббоном и Кенгуру. Вчетвером они сформировали Отряд мести Человеку-пауку, более известную как Легион неудачников. Человек-паук не искал победы в их столкновении, вместо этого надеясь укрепить решимость Гризли и Гиббона стать «хорошими парнями», после чего эти двое повернулись против своих товарищей по команде, победив Пятно и Кенгуру.
В какой-то момент Пятно был захвачен организацией, известной как «Гидеон Траст», которая насильно использовала Онна, чтобы открыть портал в измерение Негативной зоны. «Гидеон Траст» надеялись исследовать и использовать природные ресурсы Зоны в своих целях. Фантастическая четвёрка также очутилась в Негативной зоне, где супергерои победили агентов «Гидеон Траст», прежде чем использовать портал Пятна, чтобы вернуться на Землю. При этом Онн, по всей видимости, умер.
На самом деле Пятно удалось выжить, после чего он был заточён Клетку, тюрьму для сверхлюдей. Там он объединился Гипно-Хастлером, Реактивным гонщиком и Биг Беном во главе с садистом Могильщиком. Таким образом, команда смогла выжить в тюрьме, хотя Онн предал доверие Могильщика, сообщив о его действиях в обмен на условно-досрочное освобождение. Тем не менее, Могильщик использовало Пятно, чтобы устроить побег из тюрьмы. Он поблагодарил Пятно за помощь, убив его, сломав ему шею.
Впоследствии, несколько месяцев спустя Пятно связался со старым другом, Слайдом и назначил встречу. Джонатан был обеспокоен тем, что Гидра убивает мелких суперзлодеев. Прибыв на встречу, Онн увидел Электру с промытыми мозгами и ниндзя Руки, стоявших у трупа Слайда, и также был убит. Пятно и Слайд были возрождены Рукой, чтобы присоединиться к армии суперзлодеев Гидры, организованной Горгоном. Пятно присоединился к массовому нападению на Геликарриер Щ.И.Т.а и был убит Росомахой. Как и прежде, его смерть осталась под сомнением.
В дальнейшем Пятно сотрудничал с такими злодеями как: Кувалда, МОДОК, Капюшон, Мистер Негатив и Доктор Осьминог, сражался с Сорвиголовой и состоял в команде Зловещая шестёрка. Недолгое время был в союзе с Чёрной кошкой, Рингером и противостоял Человеку-пауку и Человеку-пауку 2099. Сражался с Джессикой Джонс и входил в состав Зловещей шестёрки Аарона Дэвиса, который на тот момент выступал под именем Железный паук. Также использовался мэром Уилсоном Фиском и Норманом Озборном для захвата Киндреда.

## Силы и способности
Используя свои пространственные деформации, Пятно может мгновенно переместить себя или любую часть своего тела из одной области в другую на теоретически неограниченное расстояние через другое измерение, называемое «Пятнистый мир». Эта связь с «Пятнистым миром», вероятно, объясняет множество смертей, которые он перенёс, и последующие возрождения без объяснения причин.
Пятно может манипулировать порталами практически в любой мере. Он в состоянии увеличивать или уменьшать их до любого размера, а также соединять несколько порталов вместе, чтобы сформировать один больший портал. На пятна не влияет гравитация, их можно бросить на поверхность или оставить в воздухе.
Концентрируясь, он мог вернуться к своему человеческому облику. При этом пятна слились в одну большую чёрную пустоту на его груди.
Его предпочтительный метод нападения заключается в окружении своего противника многочисленными порталами, что позволяет ему бить или пинать его с неожиданных углов на большом расстоянии. Это оказалось очень эффективным против Человека-паука, поскольку его паучье чутье не могло обнаруживать поступающие атаки из другого измерения, эффективно сводя на нет эту способность. Тем не менее на Сорвиголове, у которого также есть обострённые чувства, данный приём не работает, так как его радарное чутьё может легко обнаружить энергию телепортации в теле Пятна.Также Пятно может передвигать точки на своём теле, чтобы защитить себя от физической атаки, помещая одну из них на пути удара или удара ногой, в результате чего атака безвредно проходит через портал.

## Альтернативные версии

### Ultimate Marvel
Во вселенной Ultimate Marvel человека, носившего прозвище Пятно, звали Фрэнк. Он работал в «Roxxon Industries», где в результате несчастного случая получил свои способности. Данное воплощение обладает теми же силами, что оригинальная версия, поскольку он в состоянии использовать «пятна» на своём теле, чтобы атаковать противников с большого расстояния. После драки с Человеком-пауком его задерживают полицейские. Основное различие во внешнем виде между версией Ultimate и его аналогом из земли 616 заключается в том, что пятна покрывают всё его тело, подобно лавовой лампе.

## Вне комиксов

### Телевидение
- Пятно появляется в одноимённом эпизоде мультсериала «Человек-паук» 1994 года[32], где его озвучил Оливер Мюрхед[33]. Доктор Джоннатон Онн был учёным, которого Тони Старк нанял для создания межпространственных порталов. После событий эпизодов «Возвращение Венома» и «Карнаж», во время которых Веном и Карнаж украли технологию Онна, Старк прекращает финансирование его программы. Тем не менее, Кингпин предлагает Онну работать на него, предоставив доктору лабораторию и помощницу в лице доктора Сильвии Лопес, с которой у него затем завязываются отношения. Через несколько недель Онн случайно попадает в один из своих порталов, после чего остальные порталы покрывают его тело, благодаря чему он получает способность открывать порталы по своему желанию. Взяв псевдоним «Пятно», он использует свои новообретенные способности для личной выгоды: грабить банки и ювелирные магазины. Позже Онн узнаёт, что Кингпин является криминальным авторитетом и пытается захватить его преступную империю, но Кингпин берёт Лопес в заложники, чтобы заставить Онна продолжать работать на него. Пятно отправляется поймать Человека-паука, однако супергерой побеждает с помощью «паучьего чутья». Затем Онн объясняет Стенолазу, что произошло, и они объединяют усилия, чтобы победить Кингпина. В то же время, один из порталов Пятна остаётся открытым слишком долго, разрастаясь вплоть до того, чтобы поглотить Нью-Йорк и всю Землю. Онн, Человек-паук и Кингпин пытаются закрыть его снаружи, но безуспешно, что приводит к тому, что Онн жертвует собой, чтобы закрыть его изнутри, но не раньше, чем Лопес признаётся ему в любви и отправляется вместе с ним. После инцидента технология портала Онна используется для создания ускорителя замедления времени, который позже будет использоваться такими злодеями, как Хобгоблин и Зелёный гоблин.
  - Версия доктора Онна в альтернативной реальности появляется во флэшбеке в эпизоде «Как я ненавижу клонов». Эта версия завершила его работу над технологией межпространственных порталов для Кингпина без каких-либо происшествий, и поэтому он так и не стал Пятном. Позже он случайно привёл симбиота Карнажа в свою вселенную, что привело к созданию Паука-Карнажа, который объединил бомбу с Ускорителем замедления времени Онна, чтобы разрушить мультивселенную. Тем не менее, Мадам Паутина и Потусторонний отмотали время назад и собрали команду Людей-пауков из разных реальностей, чтобы остановить его.
- В мультсериале «Человек-паук» 2017 года Пятно озвучил Криспин Фриман[33].

### Кино

Пятно в анимационном фильме «Человек-паук: Паутина вселенных» (2023)

- Джейсон Шварцман озвучил доктора Джонатана Онна / Пятно в анимационной франшизе Sony «Паучьи миры»[34].
  - Впервые Онн появляется в мультфильме «Человек-паук: Через вселенные» (2018) как один из учёных корпорации «Алхимакс», который участвовал в тестировании «суперколлайдера» Кингпина. Во время побега Майлза Моралеса и Питера Паркера из лаборатории доктора Оливии Октавиус, Моралес нокаутирует Онна, бросив в него бублик.
  - Пятно является главным антагонистом анимационного фильма-сиквела «Человек-паук: Паутина вселенных» (2023). После того, как Моралес уничтожил коллайдер, Онн находился в зоне действия взрыва; в результате поглощения частиц энергии его тело покрылось межпространственными порталами; из-за этого Онн потерял работу, своих близких и решил стать преступником, чтобы отомстить своему заклятому врагу Человеку-пауку. Взяв псевдоним Пятно, он строит собственный коллайдер, намереваясь поглотить его энергию и стать сильнее. Затем Пятно посещает другие реальности Мультивселенной и поглощает энергии других коллайдеров, попутно сражаясь с членами «Общества пауков» Человека-паука 2099. Обретя небывалое могущество, Пятно возвращается на Землю-1610, чтобы убить отца Майлза, капитана полиции Джефферсона Дэвиса.
  - Пятно вернётся в предстоящем сиквеле «Паутины вселенных» «Человек-паук: За пределами вселенных» (2024)[35].

### Видеоигры
- Пятно является одним из игровых персонажей в Marvel: Contest of Champions (2014)[36].